# Comune di Gentofte
Il comune di Gentofte è un comune danese situato nella regione di Hovedstaden con sede amministrativa nella zona di Charlottenlund.
Gentofte, insieme ai comuni di Copenaghen e Frederiksberg costituisce l'area urbana della capitale Copenaghen.
Il comune è stato costituito dalla fusione di sette precedenti municipalità che erano villaggi autonomi: Charlottenlund, Dyssegård, Gentofte, Hellerup, Jægersborg, Klampenborg, Ordrup e Vangede.

## Geografia
Il comune di Gentofte è situato a nord del centro di Copenaghen e ha circa 10 km di costa affacciata sull'Øresund compresa tra la spiaggia di Bellevue a nord e il Tuborg Havn a sud, il porto originariamente di proprietà del birrificio che ora dà il nome ad un'esclusiva area residenziale e di uffici.
Benché densamente popolato il comune dispone di diverse aree verdi, le principali sono intorno al lago di Gentofte e l'ampio parco intorno al palazzo di Charlottenlund.

## Società

### Evoluzione demografica
Popolazione di Gentofte:
- 15 gennaio 1769: 1 056
- 1 luglio 1787: 1 526
- 1801: 1 962
- 1840: 2 750
- 1850: 3 072
- 1860: 3 660
- 1870: 4 158
- 1880: 5 106
- 1890: 7 449
- 1901: 14 470
- 1911: 24 691
- 1921: 34 451
- 5 novembre 1930: 47 848
- 5 novembre 1940: 76 457
- 7 novembre 1950: 87 803
- 26 settembre 1960: 88 308
- 9 novembre 1970: 77 744

- 1971: 77 683
- 1972: 76 365
- 1973: 74 673
- 1974: 72 694
- 1975: 71 634
- 1976: 70 253
- 1977: 68 873
- 1978: 68 223
- 1979: 67 667
- 1980: 67 300
- 1981: 66 782
- 1982: 66 564
- 1983: 66 902
- 1984: 67 112
- 1985: 66 767
- 1986: 66 283
- 1987: 66 011

- 1988: 65 467
- 1989: 65 032
- 1990: 65 303
- 1991: 65 696
- 1992: 66 077
- 1993: 65 986
- 1994: 66 251
- 1995: 66 508
- 1996: 66 706
- 1997: 66 986
- 1998: 67 402
- 1999: 67 709
- 2000: 67 957
- 2001: 68 094
- 2002: 68 213
- 2003: 68 314
- 2004: 68 704

- 2005: 68 991
- 2006: 68 623
- 2007: 68 672
- 2008: 68 913

## Sport
A Gentofte hanno sede i Copenhagen Towers, che hanno vinto 6 volte il Mermaid Bowl.